# Mein Weihnachtswunsch
Mein Weihnachtswunsch (Originaltitel: All I Want for Christmas) ist eine US-amerikanische Weihnachts-Komödie aus dem Jahr 1991. Die Hauptrolle spielte Ethan Embry, Regie führte Robert Lieberman.

## Handlung
Der 13-jährige Ethan O’Fallon und seine jüngere Schwester Hallie glauben fest daran, dass sich ihre geschiedenen Eltern zum Weihnachtsfest versöhnen werden. Stattdessen will Mama einen ekligen Yuppie heiraten, den auch Oma Lillian nicht leiden kann. Mit Hilfe von Santa funken die Kinder dazwischen.

## Kritiken
„Nette, harmlos-süßliche Unterhaltung für die ganze Familie in Anlehnung an Erich Kästners Das doppelte Lottchen.“

„Festtagskitsch.“

## Sonstiges
In den USA spielte der Film 14,8 Millionen Dollar ein.